# Marie le Fief
Marie le Fief, född i Saumur, död 1593, nämns som offer för häxförföljelserna i Frankrike.
Som "Mary le Fief" har hon blivit känd genom Extraordinary popular delusions and the madness of crowds (1841) av Charles Mackay. I kapitlet "The witch mania" citerar han ett brev från 1670 (eller 1672) från parlamentet i Rouen till Ludvig XIV. Denna rättsinstans för Normandie hade dömt ett antal kvinnor till döden för häxeri, men kungen tillät inte avrättningen. Parlamentet svarade med ett längre brev där man argumenterade för dödsstraff på häxeri. Marie le Fief från Saumur nämns i en lista över brända häxor, dömd 13 oktober 1573.
Marie le Fief, känd som änka efter Pierre Maugin, skall ha ställts inför rätta tillsammans med två andra, Urbain Tassy och René Moussat. Den viktigaste anklagelsepunkten mot dem var att de skulle ha deltagit i en djävulsmässa, eller häxsabbat, i skogen Le Bois du Marsoleau. Marie le Fief skall ha blivit dömd till döden och avrättad den 12 oktober 1593. Källan till detta sägs vara en bok av Pierre de Lancre, en häxbrännare. Rättegångsprotokollen försvann under franska revolutionen.